# Michail Ivanov
Michail Petrovič Ivanov (rusky: Михаип Петрович Иванов; * 20. listopadu 1977, Ostrov) je bývalý ruský běžec na lyžích. Na olympijských hrách v Salt Lake City roku 2002 vyhrál závod na 50 kilometrů. V závodě doběhl původně druhý, ale protože vítěz Johann Mühlegg byl diskvalifikován kvůli dopingu, stanul nakonec na stupni nejvyšším. Jeho nejlepším výsledkem na mistrovství světa bylo třetí místo v závodě na 30 kilometrů v roce 2001. Ve světovém poháru byl v roce 2000 celkově druhý na dlouhých vzdálenostech. Vyhrál ve světovém poháru dva individuální závody, čtyřikrát stál na stupních vítězů. Závodní kariéru ukončil roku 2007. V letech 2007–2011 byl poslancem Státní dumy Ruské federace.